# Инсарка
Инсарка — река в России, протекает по Инсарскому району Республики Мордовия. Устье реки находится в 78 км от устья Иссы по левому берегу. Длина реки составляет 39 км, площадь водосборного бассейна — 328 км².
Исток реки на Приволжской возвышенности близ границы с Пензенской областью у деревни Потуловка в 17 км к югу от города Инсар. В верховьях течёт на запад и северо-запад, затем поворачивает на северо-восток. В верхнем течении протекает нежилые деревни Старая Петровка, Михайловка и Сенгилейка; в среднем течении на реке стоят крупные сёла Мордовская Паёвка, Кочетовка и Арбузовка. В нижнем течении течёт по территории города Инсар, где и впадает в Иссу.

## Притоки
(указано расстояние от устья)
- река Керякса (лв)
- 18 км: река Кириклейка (лв)

## Данные водного реестра
По данным государственного водного реестра России относится к Окскому бассейновому округу, водохозяйственный участок реки — Мокша от истока до водомерного поста города Темников, речной подбассейн реки — Мокша. Речной бассейн реки — Ока.
Код объекта в государственном водном реестре — 09010200112110000027407.